# (12258) Oscarwilde
(12258) Oscarwilde (1989 GN4) – planetoida z pasa głównego asteroid okrążająca Słońce w ciągu 4,17 lat w średniej odległości 2,59 j.a. Odkryta 3 kwietnia 1989 roku.